# کورودا ۷۲۴۱
سیارک ۷۲۴۱ (به انگلیسی: 7241 Kuroda، نامگذاری:1990VF3) هفت هزار و دویست و چهل و یکمین سیارک کشف شده‌است که در ۱۱ نوامبر ۱۹۹۰ کشف شد.
قدر مطلق سیارک برابر ۱۳٫۶۰ است.